# 工业部长
工业部长（英語：Minister of industry）是政府中的一个内阁职位。
该职位通常指的是主管工业事务的政府部门首长。在一些国家，该职位还可能负责贸易和就业事务，这些事务在其他国家可能分别由商业部和劳工部负责。根据不同国家的制度安排，工业部长的职责范围可能非常广泛，包括但不限于：决定公用事业和电力生产的相关政策，主持企业合并事务，以及游说跨国公司在本国建设工厂等。
在美国，工业事务由商务部长负责，商务部下设的“工业和安全事务副部长”专门负责执行有关工业的政策。在英国，工业部长的头衔为“商业贸易大臣”，并兼任贸易委员会主席。